# Digging Bill
Digging Bill je izmišljeni lik iz stripa Zagor. On je luckasti tragač za skrivenim i zakopanim blagom koje traži uz pomoć rijetkih dokumenata. Pravo mu je ime Benjamin Readwell ili Rockwall ali, kako sam kaže, toliko ga dugo ne koristi da je i sam zaboravio kako glasi te mu se čini da i nije njegovo.

## Biografija lika

### Prvi susret sa Zagorom
Digging Bill se prvi put susreće sa Zagorom kada traži blago pirata kapetana Kidda na Rhode Islandu. Pronašao je sanduk ali umjesto blaga u njemu su bili samo Kiddova odjeća i osobni predmeti. Nakon toga, Zagor ga je odveo da sudjeluje na vojnom suđenju kako bi posvjedočio o nevinosti poručnika Nicholsa koji je bio lažno optužen za ubojstvo svog nadređenog. Nakon suđenja, Digging Bill je pobjegao.

### "Plava zvijezda"
Sljedeći put, Digging Bill je uspio provaliti u urede Ministarstva trgovačke mornarice SAD-a u Washingtonu gdje je saznao za postojanje riječnog parobroda Plava zvijezda, koji je prije 35 godina tajno prevozio plaće za vojnike u području jezera Ontario. Brod se tijekom puta rijekom nasukao na greben a posadu su napali Indijanci Malechite. Samo 6 članova posade uspjelo se spasiti. 
Nakon toga, Bil je na susretu veterana Trgovačke mornarice u gradiću Kingston pronašao sve preživjele s Plave zvijezde, sada već starce, i sa svojim pomoćnicima ih oteo kako bi mu otkrili točan položaj broda. Zagor je slijedio otmičare i Digging Bill i njegovi pomoćnici su zarobljeni i završili u zatvoru. No uz pomoć dvojice vojnika koji su odlučili dezertirati, Diging Bill je pobjegao iz zatvora i oni su pronašli Plavu zvijezdu duboko u indijanskom teritoriju. Zagor ih je slijedio i Indijanci su napali brod koji je tijekom borbe zapaljen. Skladište baruta se također zapalilo i brod je eksplodirao i potonuo. Zagor, Chico i Digging Bill su bili jedini preživjeli i Zagor je pustio Billa da bježi.

### Blago s "Esmeralde"
Treći put su se susreli na otoku Hispaniola kada je Digging Bill lažnim novcem unajmio posadu broda Golden Baby i kapetana Fishlega za ekspediciju pronalaženja španjolskog galijuna Esmeralda koji je prevozio zlato Inka kojega su 250 godina ranije potopili pirati pod vodstvom kapetana Zmije. Fishlegova posada je pronašla potopljenu Esmeraldu i izvukla sanduk s blagom ali tada su ih napali i zarobili pirati, potomci istih onih koji su potopili Esmeraldu, predvođeni kapetanom Zmijom, potomkom prvog kapetana Zmije. Na otoku koji je piratima služio kao utočište, Fishlegovi mornari su se uspjeli osloboditi i između njih i pirata je izbila krvava borba te je dogovoreno da se sukob okonča borbom Zagora i piratskog kapetana. U borbi je Zagor pobijedio, kapetan Zmija je umro nakon što je pao na svoj vlastiti nož a ispostavilo se da je sanduk s blagom sadržavao samo gomilu kamenja. Golden Baby se vratila na Hispaniolu a Digging Bill je tada objavio da se povlači iz traganja za blagom. No to nije dugo potrajalo.

### Rudnik u Wichiti
Idući put susreli su se u Teksasu, gdje se Zagor borio protiv Komačera, razbojnika koji su Indijancima Komančima prodavali alkohol i zlostavljali okolne stanovnike. Digging Bill je tu tražio davno napušteni rudnik koji je bio krcat zlatnih šipki, ali su ga razbojnici zarobili, i iskoristili da im pokaže put do rudnika. Tek čim su ga pronašli, zapovjednik razbojnika, El Diablo, ga je odlučio ubiti, ali tada je došao Zagor s poglavicom Komanča Sivim Vukom i savladao razbojnike.

### Louisiana
Kasnije je Digging Bill putovao s Zagorom i Chicom sve do Louisiane gdje je sudjelovao u borbi protiv Vlandinga i Marie Laveau. Nakon toga je kradom pobjegao jer je doznao za tajnu blaga kapetana Jeana Lafittea.

## Zanimljivosti
- Digging Bill je u najmanju ruku neobičan lik. Uvijek je obučen u tamnu ili crnu odjeću, koja po modi zaostaje za odjećom njegovih suvremenika bar pola stoljeća. Kako mu je u Louisiani rekla kockarica Gambit:"Uz svo poštovanje Digging Bill, tvoje odjelo je malo izašlo iz mode". Nosi i zastarjeli trorogi šešir, i pušta duge, tanke brkove. Omiljene uzrečice su mu "Stotinu mi trombona", "Plavobradova mi duha" i "Svih mi blaga kapetana Kidda".
- Kronološki, Digging Bill se pojavljuje:
  - u epizodama Extra Zagora u izdanju Slobodne Dalmacije: 62 Morske Hijene, 63 Trag, 15 Šestorica s "Plave Zvijezde", 16 Vatra u noći;
  - u epizodama Extra Zagora u izdanju Ludensa: 104 Hammad Egipćanin, 105 Ocean, 106 Crna zastava, 107 Kapetan Zmija, 136 Ubilačko ludilo, 137 Duh iz Stone Hilla, 138, Čarobnjak Kandrax, 139 Šesta noć mjeseca;
  - u epizodama Zagora u izdanju Slobodne Dalmacije: 26 Komanči, 27 Teksaški rendzeri, 28 Izgubljeni rudnik, 29 Svratište obješenih, 30 Osveta vudu, 31 Laguna živih mrtvaca;
  - u epizodama Zagora u izdanju Ludensa: 100 Blago Jeanna Laffitea, 101 Zaljevski gusari, 102 Odredište Afrika, 103 Kainov povratak, 104 Atlantida, 105 Skrivena utvrda, 106 Kraljica mrtvog grada, 107 Carstvo Songhaya, 108 Zemlja slobode, 109 Ratnice iz savane.
- Digging Bill se pojavljuje u turskom filmu Zagor kara korsan'in hazineleri iz 1971., koji je utemeljen na prvom susretu Zagora i Digging Billa.